# Bataille de la Mimaomote
La bataille de la Mimaomote (三間表の戦い, Mimaomote no tatakai) se déroule au cours de l'époque Azuchi Momoyama, dernier quart du XVIe siècle de l'histoire du Japon.
Le combat est mené par le commandant Hisatake Chikanobu (久武 親信) de Chōsokabe Motochika, à la tête d'une armée forte de 7 000 hommes, dans la province d'Iyo sur l'île de Shikoku, dans laquelle il a attaqué Doi Kiyoyoshi, le commandant ennemi. Doi traverse la rivière Mimaomote et affronte Hisatake lors d'un féroce engagement le 21 mai 1579. Hisatake est finalement défait et tué, ce qui entraîne la victoire de  Doi Kiyoyoshi.

## Source de la traduction
- (en) Cet article est partiellement ou en totalité issu de l’article de Wikipédia en anglais intitulé « Battle of Mimaomote » (voir la liste des auteurs).